# 基布利齊克
50°21′27″N 33°51′2″E / 50.35750°N 33.85056°E
基布利齊克（烏克蘭語：Кіблицьке），是烏克蘭中部的村莊，隸屬波爾塔瓦州的米爾霍羅德區。該村距離魯季基夫和奧斯尼亞吉1公里，始建於1870年，面積0.34平方公里，海拔高度145米，2001年人口39。